# Élections législatives indiennes de 1971
Les élections législatives indiennes de 1971 ont lieu du 1er au 10 mars 1971. 
Malgré des dissensions internes, le Congrès d'Indira Gandhi remporte un cinquième mandat consécutif. La montée en puissance de l'opposition pendant le mandat poussera Indira Gandhi à déclarer l'état d'urgence en 1975 et à suspendre les droits démocratiques jusqu'à sa défaite aux élections suivantes, en 1977.

## Contexte
Pendant le mandat précédent, le Congrès a été soumis à une lutte de pouvoir entre Indira Gandhi et la direction du parti, notamment Morarji Desai. En 1969, Indira Gandhi est exclue du parti, ce qui conduit à une scission. La plupart des députés et des adhérents suivent Gandhi dans le Congrès (R) (Congress (R) pour Ruling), reconnue par la Commission électorale indienne comme le Congrès officiel. 31 députés opposés à Gandhi fondent le Congrès (O) (pour Organisation). 

## Résultats
| Coalitions                                                             | Parti                              | Sièges | Variation | Votes % |
| ---------------------------------------------------------------------- | ---------------------------------- | ------ | --------- | ------- |
| Congrès (R) Sièges : 352 Variation : +69 Vote : 43.68 %                | Congrès (R)                        | 352    | +93       | 43,68   |
| Front démocratique national Sièges : 51 Variation : -64 Vote : 24.34 % | Congrès (O)                        | 16     | −17       | 10,43   |
| Front démocratique national Sièges : 51 Variation : -64 Vote : 24.34 % | Bharatiya Jana Sangh               | 22     | -22       | 7,37    |
| Front démocratique national Sièges : 51 Variation : -64 Vote : 24.34 % | Swatantra Party                    | 8      | -15       | 3,07    |
| Front démocratique national Sièges : 51 Variation : -64 Vote : 24.34 % | Samyukta Socialist Party           | 3      | -10       | 2,43    |
| Front démocratique national Sièges : 51 Variation : -64 Vote : 24.34 % | Praja Socialist Party              | 2      | -17       | 1,04    |
| Partis de gauche Sièges : 48 Vote % : 9,86 %                           | Parti communiste d'Inde (marxiste) | 25     | -6        | 5,13    |
| Partis de gauche Sièges : 48 Vote % : 9,86 %                           | Parti communiste d'Inde            | 23     | —         | 4,73    |
| Autres Sièges : 66 Vote : 22,14 %                                      | Autres                             | 67     | -12       | 22,16   |